# Impuesto sobre Sociedades (España)
El Impuesto sobre Sociedades es un tributo perteneciente al sistema tributario español, de carácter periódico, proporcional, directo y personal. Grava la renta de las sociedades y demás entidades jurídicas. Está regulado por la Ley 27/2014, de 27 de noviembre.
El IS en España el tipo general es del 25% para grandes y pequeñas empresas aunque existen otros tipos del 30%, 20%, 15%, 10% o incluso el 1% según el tipo de sociedad que se trate. En el País Vasco y Navarra, que disponen de autonomía fiscal, es del 24%.
Más allá del tipo base establecido legalmente, según datos de la Hacienda española los grandes grupos consolidados pagan en España un tipo efectivo de 7,3%  del impuesto de sociedades, mientras las pymes tributan un 12,2%. La patronal CEOE sostiene sin embargo que no es el porcentaje sobre el resultado contable el que se ha de tener en cuenta, sino el porcentaje sobre base imponible. Según este, las grandes empresas pagarían un 19,8%, y las pequeñas y medianas un 24,2%. Pero este porcentaje no tiene en cuenta posteriores reducciones.

## Ámbito de aplicación
Se aplica en todo el territorio español, a excepción de País Vasco y Navarra (concierto y Convenio Económico), que comprende, además del territorio peninsular, Islas Baleares, Canarias, Ceuta y Melilla, aquellas zonas adyacentes a las aguas territoriales sobre las que España puede ejercer los derechos que le correspondan referentes al suelo y subsuelo marino, aguas suprayacentes y a sus recursos naturales, de acuerdo con la legislación española y el Derecho internacional. 
Las diferencias entre las múltiples normativas sobre el impuesto de sociedades que coexisten en España -las que son de aplicación en los territorios forales del País Vasco y Navarra y la común que está vigente en las otras regiones españolas- ha sido motivo de denuncias ante los tribunales por parte de otras comunidades autónomas limítrofes, al considerar estas que la modificación a la baja del tipo del impuesto propicia un ahorro fiscal a las empresas, lo cual puede tener influencia en la localización interjurisdiccional de la actividad empresarial.

## Hecho imponible
El hecho imponible del impuesto de sociedades es la obtención de renta por parte de determinados sujetos pasivos (personas jurídicas y otros entes sin personalidad). Se entiende por renta el resultado contable que determine la legislación mercantil. 
En ocasiones, ciertas cantidades que no han tenido reflejo en la contabilidad son consideradas como renta, y por lo tanto, se sujetan a gravamen del impuesto de sociedades. Es el caso, por ejemplo, de las uniones temporales de empresas y de las entidades sometidas al régimen de transparencia fiscal internacional.
- Presunción de rentas. Existen determinadas operaciones, las cuales el legislador presume a favor de la administración, que las mismas se han llevado a cabo con rentas no declaradas.

- Presunción de elementos titularidad del contribuyente no contabilizados. Existe una presunción de renta cuando existan elementos patrimoniales cuya titularidad corresponda al contribuyente y no se encuentren recogidos en contabilidad. Como apoyo de esta presunción, se presume que los elementos patrimoniales no registrados serán de propiedad del contribuyente cuando ostente la posesión de los mismos.

- Presunción de deudas inexistentes. Se presume la existencia de rentas cuando el contribuyente registre deudas inexistentes.

En los dos casos anteriores, la renta presumida se imputa en el ejercicio más antiguo de los no prescritos, salvo que el contribuyente pueda probar que la renta corresponde a otro ejercicio.
Existe una presunción sobre bienes y derechos en el extranjero al incumplir la obligación de declarar los mismos mediante el modelo 720. Supuesto que raramente se puede dar en la práctica al recoger el legislador en los artículos 42.bis (cuentas bancarias), 42.ter (valores) y 54.bis (bienes inmuebles) del Real Decreto 1065/2007, de 27 de julio, la no exigibilidad de presentar este modelo a las personas jurídicas cuando estos bienes lo tenga reflejado en su contabilidad de forma individualizada.

## Sujetos pasivos y exenciones

### Requisitos
La sujeción al Impuesto la determina la residencia en territorio español. Se considerarán residentes en territorio español las entidades en las que concurra alguno de los siguientes requisitos:
- Que se hubiesen constituido conforme a las leyes españolas.
- Que tengan su domicilio social en territorio español.
- Que tengan la sede de dirección efectiva en territorio español.

A estos efectos, se entenderá que una entidad tiene su sede de dirección efectiva en territorio español cuando en él radique la dirección y control del conjunto de sus actividades. 
Cuando dos autoridades fiscales consideran que un mismo contribuyente es residente en ambos territorios, se acude al convenio de doble imposición suscrito entre ambas autoridades. Según el modelo de convenio de la OCDE, la sede de dirección efectiva es el lugar donde se toman de hecho las decisiones comerciales clave y las decisiones de gestión necesarias para llevar a cabo el conjunto de las actividades empresariales o profesionales de la entidad.

### Aspecto Temporal
El periodo impositivo no tiene por qué coincidir con el año natural, coincidirá con el ejercicio económico. A su vez, el periodo impositivo no podrá exceder en ningún caso de doce meses y el impuesto se devengará el último día del mismo.

### Clasificación

#### Personas jurídicas
Específicamente, están sujetas al Impuesto sobre Sociedades toda clase de entidades, cualquiera que sea su forma o denominación, siempre que tengan personalidad jurídica propia. Se incluyen, entre otras:
- Las sociedades mercantiles: anónimas, de responsabilidad limitada, colectivas, laborales, etc.
- Las sociedades estatales, autonómicas, provinciales y locales.
- Las sociedades cooperativas y las sociedades agrarias de transformación.
- Las sociedades unipersonales.
- Las agrupaciones de interés económico.
- Las agrupaciones europeas de interés económico.
- Las asociaciones, fundaciones e instituciones de todo tipo, tanto públicas como privadas.

A partir de 2016 serán sujetos pasivos de este impuesto las sociedades civiles que tengan objeto mercantil (no las CB ni las profesionales), sociedades que se encontraban anteriormente excluidas como sujetos pasivos de este impuesto y tributaban en el IRPF en el régimen de atribución de rentas.

#### Entes sin personalidad jurídica
Además, las siguientes entidades, carentes de personalidad jurídica propia:
- Los fondos de inversión mobiliaria y los fondos de inversión en activos del mercado monetario y los fondos de inversión inmobiliaria.
- Las uniones temporales de empresas.
- Los fondos de capital-riesgo.
- Los fondos de pensiones.
- Los fondos de regulación del mercado hipotecario.
- Los fondos de titulización hipotecaria.
- Los fondos de titulización de activos.
- Los fondos de garantía de inversiones.
- Las comunidades titulares de montes vecinales en mano común.

### Exenciones

#### Entidades totalmente exentas
En contraste con el IRPF, que configura las exenciones según el origen de la renta (rentas procediendo de indemnizaciones, prestaciones, loterías, apuestas, etc.), el LIS configura un sistema de exenciones subjetivas (se aplican a las entidades gravadas, no por motivo de la fuente de las rentas ingresadas). Establece las siguientes exenciones (art. 9.1 LIS): 
- El Estado, las CCAA y las entidades locales;
- Los organismos autónomos del Estado y entidades de derecho público de análogo carácter de las CCAA y de las entidades locales;
- El Banco de España, los Fondos de garantía de depósitos y los Fondos de garantía de inversiones;
- Las entidades públicas encargadas de la gestión de la Seguridad Social;
- El Instituto de España y las Reales Academias oficiales integradas en aquel y las instituciones de las CCAA con lengua oficial propia que tengan fines análogos a los de la Real Academia Española; y
- Los organismos públicos mencionados en las disposiciones adicionales novena y décima, apartado 1, de la Ley 6/1997, de 14 de abril, de Organización y Funcionamiento de la Administración General del Estado, así como las entidades de derecho público de análogo carácter de las CCAA y de las entidades locales.
- Las Agencias Estatales a que se refieren las Disposiciones adicionales primera, segunda y tercera de la Ley 28/2006, de 18 de julio, de las Agencias estatales para la mejora de los servicios públicos, así como aquellos Organismos públicos que estuvieran totalmente exentos de este Impuesto y se transformen en Agencias estatales.
- El Consejo Internacional de Supervisión Pública en estándares de auditoría, ética profesional y materias relacionadas.

#### Entidades parcialmente exentas
Estarán parcialmente exentas del IS, en los términos previstos en el título II de la Ley 49/2002, de 23 de diciembre, de régimen fiscal de las entidades sin fines lucrativos y de los incentivos fiscales al mecenazgo, las entidades e instituciones sin ánimo de lucro a las que sea de aplicación dicho título (art. 9.2 LIS).
Además, el LIS establece una lista de entidades que, en los términos previstos en el capítulo XV del título VII LIS, estarán parcialmente exentos (las entidades e instituciones sin ánimo de lucro no incluidas en el art. 9.2 LIS; las uniones, federaciones y confederaciones de cooperativas; los colegios profesionales y los sindicatos de trabajadores; etc.) (art. 9.3 LIS). Asimismo, el LIS configura exenciones que atienden a la naturaleza de la renta obtenida (remisión).
También están parcialmente exentos del Impuesto los partidos políticos, en los términos establecidos en la Ley Orgánica 8/2007, de 4 de julio, sobre financiación de los partidos políticos.

## Base imponible
La base imponible sujeta al impuesto sobre sociedades está constituida por el resultado contable del ejercicio económico, ajustado por la corrección de ingresos no imputables fiscalmente y gastos no deducibles fiscalmente, obteniendo una base ajustada que se minora por las bases imponibles negativas de años anteriores.
Vendrá determinada por el método de estimación directa o, de forma subsidiaria, los métodos de estimación objetiva o estimación indirecta.

### Método de estimación directa
Se realiza el cálculo de la base imponible tomando como base el resultado contable y aplicando posteriormente los correspondientes ajustes fiscales. Estos ajustes fiscales obedecen a las diferencias entre las normas contables y las normas fiscales. 
Atendiendo a diversos criterios, podemos clasificar los ajustes fiscales según tres puntos de vista:
1. Punto de vista teórico:
  - Calificación
  - Valoración
  - Imputación
2. Incidencia en el resultado contable:
  - Ajustes positivos
  - Ajustes negativos
3. Incidencia en ejercicios posteriores:
  - Diferencia permanente: influye en un ejercicio
  - Diferencia temporaria
    - Diferencia temporaria deducible: da lugar a menores cantidades a pagar en un futuro.
    - Diferencia temporaria imponible: da lugar a mayores cantidades a pagar en el futuro.

### Método de estimación objetiva
Se prevé este método para el régimen especial de entidades navieras en función del tonelaje (artículos 113 a 117 LIS).

### Método de estimación indirecta
Se trata de un método subsidiario, únicamente aplicable si no son de aplicación los métodos de estimación directa u objetiva. Deben darse determinadas circunstancias para su aplicación:
- Falta de presentación de declaraciones o presentación de las mismas incompletas o inexactas.
- Resistencia, obstrucción, excusa o negativa a la actuación inspectora.
- Incumplimiento sustancial de las obligaciones contables o registrales.
- Desaparición o destrucción, aun por causa de fuerza mayor, de los libros y registros contables o de los justificantes de las operaciones anotadas.

## Imputación temporal
La imputación de los ingresos y gastos en uno u otro periodo impositivo se hace en función del principio del devengo aplicable, de manera que los ingresos y gastos se imputan al periodo impositivo en que se devengan. No son fiscalmente deducibles aquellos gastos que no se han imputado contablemente, a excepción de lo previsto en la norma respecto de los elementos que puedan amortizarse libremente o de forma acelerada.
Si la inscripción contable de ingresos y gastos se realizase en un ejercicio posterior al del devengo, la imputación temporal se realiza en el periodo de la contabilización, con el límite de que ello no suponga tributación inferior a la que hubiera correspondido de haber aplicado el principio del devengo.
La declaración se presentará en el plazo de 25 días naturales siguientes a los seis meses posteriores a la conclusión del período impositivo (cierre del ejercicio social).
Hay pagos fraccionados 3 veces al año. Se presenta en modelo 200 solo por internet. Había un modelo simplificado 201 que se podía presentar en papel y que tenía un programa de ayuda, pero ya ha sido etiquetado como no vigente en la agencia tributaria.

### Regla especial de operaciones a plazos
Existe una regla especial, recogida en el artículo 11.4 de la Ley del Impuesto sobre Sociedades, para las operaciones a plazos o con precio aplazado, por la que las rentas se entienden obtenidas proporcionalmente a medida que son exigibles los correspondientes cobros, excepto que la entidad decida aplicar el criterio de devengo. Tiene la consideración de operación a plazos o con precio aplazado aquellas cuya contraprestación sea exigible mediante pagos sucesivos o mediante un solo pago, siempre que el periodo transcurrido entre el devengo y el vencimiento del último pago sea superior al año.

### Regla para deterioros y operaciones de empresas del grupo
La reversión del deterioro o corrección de valor que haya sido fiscalmente deducible en otro ejercicio se imputará en la base imponible del periodo impositio en el que se produzca dicha reversión.
Podemos distinguir tres supuestos:
1. Contribuyente que se aplica un deterioro fiscalmente deducible en un elemento y el mismo revierte en su esfera personal (no ha sido objeto de transmisión). Se imputará la reversión del deterioro en el periodo en el que se produce.
2. Contribuyente que se aplica un deterioro fiscalmente deducible en un elemento, este se transmite a una entidad vinculada y el mismo revierte en la esfera personal de la entidad vinculada. Se imputará la reversión del deterioro en el periodo en que se produce. Según la resolución TEAC 02/03/2016[7] "Siendo la finalidad del precepto evitar el “lavado” del ingreso por recuperación del valor, resulta lógico que dicha recuperación de valor se integre en la base imponible de la entidad que practicó la corrección de valor o sufrió la pérdida por la transmisión del elemento, puesto que si se integrase en la base imponible de la entidad vinculada titular del elemento en el momento de la recuperación, no se conseguiría evitar del todo el “lavado” del ingreso en el caso de que ésta tributara a un tipo de gravamen inferior al de aquélla o tuviese bases imponibles negativas pendientes de compensar".
3. Elementos patrimoniales transmitidos con pérdidas que hubieran sido nuevamente adquiridos. En este supuesto tienen que concurrir las siguientes circunstancias:
  1. Que se transmita el elemento con pérdidas.
  2. Que el mismo sea adquirido por la misma entidad que lo transmitió.

Las rentas negativas generadas en la transmisión de elementos del inmovilizado material, inversiones inmobiliarias, inmovilizado intangible y valores representativos de deuda, cuando el adquirente sea una entidad del mismo grupo, se imputarán en el periodo impositivo en que dichos elementos patrimoniales sean dados de baja en el balance de la entidad adquirente, sean transmitidos a terceros o bien cuando la entidad transmitente o la adquirente dejen de formar parte del grupo.
Por tanto, la renta negativa generada no se imputa en la base imponible del transmitente salvo que concurra alguna de las siguientes circunstancias:
1. Que los elementos sean dados de baja en el balance de la entidad adquirente.
2. Cuando sean transmitidos a terceros ajenos al grupo de sociedades.
3. Cuando la entidad transmitente o la adquirente dejen de formar parte del grupo de sociedades.

En el caso de elementos amortizables, las rentas negativas se podrán imputar en la base imponible con carácter previo a que sucedan las tres circunstancias enumeradas, imputando la renta negativa en función de la vida útil de los elementos transmitidos.
Las rentas negativas derivadas de la transmisión de valores representativos de la participación en el capital o fondos propios de entidades, cuando el adquirente sea una sociedad del grupo, se imputarán en el periodo impositivo en que dichos elementos sean transmitidos a terceros ajenos al grupo, o bien cuando la entidad transmitente o la adquirente dejen de formar parte del grupo, minoradas en el importe de las rentas positivas obtenidas en la transmisión a terceros. No obstante, deben cumplirse dos circunstancias:
1. Que, en ningún momento durante el año anterior al día en que se produzca la transmisión, el porcentaje de participación, directa o indirecta, en el capital o en los fondos propios de la entidad sea, al menos, del 5 por ciento o bien que el valor de adquisición de la participación sea superior a 20 millones de euros.
2. Que, en caso de participación en el capital o fondos propios de entidades no residentes en España, en el periodo impositivo en que se produzca la transmisión, la entidad participada haya estado sujeta y no exenta por un impuesto extranjero de naturaleza idéntica o análoga a este Impuesto a un tipo nominal de, al menos, el 10 por ciento en el ejercicio.

## Limitaciones a la deducibilidad de los gastos

### Amortizaciones
Serán deducibles las cantidades que, en concepto de amortización del inmovilizado material, intangible y de las inversiones inmobiliarias, correspondan a la depreciación efectiva que sufran los distintos elementos por funcionamiento, uso, disfrute u obsolescencia.
Para que la amortización sea fiscalmente deducible es necesaria la concurrencia de los siguientes requisitos:
1. Depreciación efectiva: la depreciación efectiva corresponde al importe que obtengamos conforme a los métodos de amortización previstos en la normativa del Impuesto sobre Sociedades.
2. Inscripción contable: Para que la amortización sea fiscalmente deducible es necesario que esté contabilizada con las excepciones de libertad de amortización y amortización acelerada.

Cuando se trate de edificaciones, no será amortizable la parte del precio de adquisición correspondiente al valor del suelo excluidos los costes de rehabilitación. Cuando no se conozca el valor del suelo se calculará prorrateando el precio de adquisición entre los valores catastrales del suelo y de la construcción en el año de adquisición.
Cuando un elemento patrimonial se utilice diariamente en más de un turno de trabajo, podrá amortizarse en función del coeficiente formado por la suma del coeficiente de amortización lineal que se deriva del período máximo de amortización, y el resultado de multiplicar la diferencia entre el coeficiente de amortización lineal máximo y el coeficiente de amortización lineal que se deriva del período máximo de amortización, por el cociente entre las horas diarias habitualmente trabajadas y ocho horas.
No será de aplicación a aquellos elementos que por su naturaleza técnica deban ser utilizados de forma continuada.
En cuanto a los elementos patrimoniales que se adquieran usados, el cálculo de amortización se efectuará siguiendo estos criterios:
1. Sobre el precio de adquisición, hasta el límite resultante de multiplicar por 2 la cantidad derivada de aplicar el coeficiente de amortización lineal máximo.
2. Si se conoce el precio de adquisición o de producción originario, éste podrá ser tomado como base para la aplicación del coeficiente de amortización lineal máximo.

### Deterioros

#### Deterioros de créditos por posibles insolvencias de los deudores
Son deducibles las pérdidas por deterioro de los créditos derivadas de las insolvencias de los deudores cuando concurra alguna estas circunstancias:
1. Han transcurrido 6 meses desde el vencimiento de la obligación.
2. Deudor declarado en situación de concurso.
3. Deudor procesado por delito de alzamiento de bienes.
4. Obligaciones reclamadas judicialmente o que sean objeto de litigio judicial o procedimiento arbitral de cuya solución dependa el cobro de la deuda.

No serán deducibles, entre otras:
1. Las pérdidas correspondientes a créditos adeudados por entidades de derecho público, excepto si son objeto de un procedimiento arbitral o judicial sobre su existencia o cuantía.
2. Las pérdidas correspondientes a créditos adeudados por personas o entidades vinculadas, salvo que estén en situación de concurso y se haya producido la apertura de la fase de liquidación.
3. Las pérdidas correspondientes a estimaciones globales del riesgo de insolvencias de clientes y deudores.

#### Deterioros no deducibles
No serán deducibles:
1. Las pérdidas por deterioro del inmovilizado material, inversiones inmobiliarias e inmovilizado intangible, incluido el fondo de comercio.
2. Las pérdidas por deterioro de los valores representativos de la participación en el capital o fondos propios de entidades respecto de la que se den las siguientes circunstancias:
  1. que, en el período impositivo en que se registre el deterioro, el porcentaje de participación, directa o indirecta, en el capital o en los fondos propios de la entidad sea, al menos, del 5 por ciento o bien que el valor de adquisición de la participación sea superior a 20 millones de euros.
  2. que, en caso de participación en el capital o en los fondos propios de entidades no residentes en territorio español, en dicho período impositivo la entidad participada haya estado sujeta y no exenta por un impuesto extranjero de naturaleza idéntica o análoga a este Impuesto a un tipo nominal de, al menos, el 10 por ciento en el ejercicio.
3. Las pérdidas por deterioro de los valores representativos de deuda.

Las únicas pérdidas de deterioros deducibles fiscalmente son las pérdidas por deterioro de las existencias y las pérdidas por deterioros de créditos.

### Provisiones
La empresa reconocerá como provisiones los pasivos que resulten indeterminados respecto a su importe o a la fecha en que se cancelarán. Las provisiones pueden venir determinadas por una disposición legal, contractual o por una obligación implícita o tácita.
Estos gastos serán fiscalmente deducibles en el período impositivo en que se abonen las prestaciones.

#### Provisiones no deducibles
No serán deducibles determinados gastos asociados a provisiones:
1. Los derivados de obligaciones implícitas o tácitas.
2. Los concernientes a los costes de cumplimiento de contratos que excedan a los beneficios económicos que se esperan recibir de los mismos.
3. Los derivados de reestructuraciones, excepto si se refieren a obligaciones legales o contractuales y no meramente tácitas.
4. Los relativos al riesgo de devoluciones de ventas.
5. Los de personal que se correspondan con pagos basados en instrumentos de patrimonio, utilizados como fórmula de retribución a los empleados, y se satisfagan en efectivo.

Por tanto, por regla general, las provisiones legales o contractuales serán fiscalmente deducibles.
Los gastos que no hubieran resultado fiscalmente deducibles, se integrarán en la base imponible del período impositivo en el que se aplique la provisión o se destine el gasto a su finalidad.

#### Provisiones para gastos por dotaciones para la cobertura de garantías de reparación y revisión, y por gastos accesorios a devoluciones de ventas
Los gastos inherentes a los riesgos derivados de garantías de reparación y revisión, serán deducibles hasta el importe necesario para determinar un saldo de la provisión no superior al resultado de aplicar a las ventas con garantías vivas a la conclusión del período impositivo el porcentaje determinado por la proporción en que se hubieran hallado los gastos realizados para hacer frente a las garantías habidas en el período impositivo y en los dos anteriores en relación con las ventas con garantías realizadas en dichos períodos impositivos.
Esto también se aplicará a las dotaciones para la cobertura de gastos accesorios por devoluciones de ventas.
Por tanto, para ser fiscalmente deducible es necesario que se trate de una cobertura o anticipación de los siguientes gastos:
1. Por garantías de reparación.
2. Por compromiso de revisión.
3. Accesorios por devoluciones de ventas.

### Gastos no deducibles
Existen gastos sobre los cuales el legislador excluye expresamente su deducibilidad fiscal, por lo cual se debe practicar el correspondiente ajuste permanente sobre ellos. La mayor parte de estos gastos se enumeran en el artículo 15 de la Ley del Impuesto sobre Sociedades, e incluyen:
1. Retribución de fondos propios.
2. Los derivados de la contabilización del Impuesto sobre Sociedades.
3. Las multas y sanciones penales y administrativas, los recargos del periodo ejecutivo y el recargo por declaración extemporánea. Si el gasto de la entidad se produce por el pago de sanciones y recargos impuestos a los clientes pero asumidos por el consultante en función de una responsabilidad contractual se considerará fiscalmente deducible.[8]
4. Las pérdidas del juego.
5. Los donativos y liberalidades. Los gastos por atenciones a clientes o proveedores serán deducibles con el límite del 1% del importe neto de la cifra de negocios del período impositivo.
6. Los gastos de actuaciones contrarias al ordenamiento jurídico.
7. Los gastos de servicios correspondientes a operaciones realizadas con personas o entidades residentes en paraísos fiscales, excepto que el contribuyente pruebe que el gasto corresponde a una operación o transacción efectivamente realizada.
8. Los gastos financieros derivados de deudas con entidades del grupo, salvo que el contribuyente acredite que existen motivos económicos válidos para la realización de estas operaciones.
9. Los gastos derivados de la extinción de la relación laboral o mercantil que excedan, para cada perceptor, del mayor de los siguientes:
  1. Un millón de euros.
  2. El importe establecido con carácter obligatorio en el Estatuto de los Trabajadores, en su normativa de desarrollo o, en su caso, en la normativa reguladora de la ejecución de sentencias, sin que pueda considerarse como tal la establecida en virtud de convenio, pacto o contrato.
10. Los gastos correspondientes a operaciones realizadas con personas o entidades vinculadas que, como consecuencia de una calificación fiscal diferente, no generen ingreso o generen un ingreso exento o sometido a un tipo de gravamen nominal inferior al 10%.

### Gastos financieros
Los gastos financieros netos serán deducibles con el límite del 30% del beneficio operativo del ejercicio. Serán deducibles, en todo caso, los gastos financieros por importe de un millón de euros. 
Los gastos financieros no deducibles podrán deducirse en los periodos impositivos siguientes, conjuntamente con los del periodo impositivo correspondiente y respetando el límite.
En el caso de que los gastos financieros netos del período impositivo no alcanzaran el límite establecido, la diferencia entre el citado límite y los gastos financieros netos del período impositivo se adicionará al límite previsto, respecto de la deducción de gastos financieros netos en los períodos impositivos que concluyan en los 5 años inmediatos y sucesivos, hasta que se deduzca dicha diferencia.
Se entenderá por gastos financieros netos el exceso de gastos financieros respecto de los ingresos derivados de la cesión a terceros de capitales propios devengados en el periodo impositivo.
El beneficio operativo se determina a partir del resultado de explotación, eliminando la amortización del inmovilizado, la imputación de subvenciones de inmovilizado no financiero y otras, el deterioro y resultado por enajenaciones de inmovilizado, y adicionando los ingresos financieros de participaciones en instrumentos de patrimonio, siempre que correspondan con dividendos o participaciones en beneficios en entidades con porcentaje de participación de al menos el 5% o cuyo valor de adquisición supere los 20 millones de euros.

#### Criterios interpretativos
El legislador, al aprobar la limitación de gastos financieros, generó dudas por su aplicación práctica en determinados supuestos. Para ello, se hizo necesario publicar criterios interpretativos.
De los criterios interpretativos publicados destacan los siguientes:

##### Gastos financieros contables que no provienen de un endeudamiento
La limitación de gastos financieros por parte de los gastos financieros contabilizados. No obstante, existen determinados gastos financieros contables que no proceden de un endeudamiento (gastos financieros por actualización de provisiones). En este sentido, la Resolución de 16 de julio de 2012 afirma lo siguiente:
"De lo que se deduce que tanto los gastos como los ingresos que se deben tomar en consideración a los efectos de la aplicación del límite establecido en el artículo 20 del TRLIS han de estar relacionados con el endeudamiento empresarial."

##### Holding
La actividad de una holding consiste, entre otros aspectos, en financiar las entidades en las que participa. Ello conlleva que los ingresos financieros, a diferencia de otras entidades, no forman parte del resultado financiero sino del resultado de explotación. Mantener este criterio implicaría un perjuicio para las holding en la limitación de gastos financieros, ya que dicho ingreso financiero incrementaría el beneficio operativo al cual se le aplicaría un 30% para calcular el límite. No obstante, si fuese dicho ingreso al resultado financiero no formaría parte del beneficio operativo y por ello no se tiene en cuenta a efectos del límite mencionado sino que se minoraría íntegramente a efectos de calcular los gastos financieros netos. Para evitar este perjuicio, la Resolución de 16 de julio de 2012 afirma:
“Este es el caso de las entidades holding, de manera que aquellos ingresos financieros (cupones, intereses) devengados procedentes de la financiación concedida a las entidades participadas no se considerarán como parte integrante del beneficio operativo señalado en el artículo 20 del TRLIS, sino que minorarán los gastos financieros de la entidad a los efectos de determinar el importe de los gastos financieros netos.”

##### Incremento del límite
El exceso de cabida incrementa el límite de los cinco ejercicios siguientes. No obstante, existe la duda sobre si ese incremento del límite se aplica sobre el 30% del beneficio operativo o sobre el mínimo de un millón de euros.
La nota 1/2015 resuelve que dicho incremento debe ser sobre el límite del 30% del beneficio operativo.

## Incentivos fiscales a empresas de reducida dimensión (ERD)
Existen determinados incentivos fiscales aplicables a empresas cuyo importe neto de la cifra de negocios sea inferior a 10 millones de euros; si bien no serán aplicables a entidades patrimoniales ni a aquellas que formen parte de un grupo de sociedades, cuya cifra de negocios vendrá determinada por el conjunto de sociedades del grupo.

### Reglas especiales de determinación de ERD

#### Empresas de nueva creación
Cuando se trate de una entidad de nueva creación, este importe vendrá referido al primer periodo impositivo en el que la entidad desarrolle su actividad, tendiendo siempre como referencia un año natural desde el inicio de la actividad.

#### Empresas que empiezan a superar la cifra de negocio de 10 millones de euros
Cuando las entidades superen la cifra de negocio límite, podrán aplicar los incentivos fiscales para ERD durante los tres siguientes periodos impositivos a aquel en el que la superen, siempre que hayan cumplido las condiciones para ser consideradas ERD en ese mismo periodo y en los dos anteriores.

### Libertad de amortización
Para la aplicación de este incentivo fiscal es necesaria la concurrencia de dos requisitos:
1. Afecta a elementos nuevos del inmovilizado material y de las inversiones inmobiliarias, afectos a actividades económicas y puestos a disposición del contribuyente en el periodo impositivo en el que se cumplan las condiciones para ser ERD.
2. En los 24 meses siguientes a la fecha del inicio del periodo impositivo antes mencionado, la plantilla total media de la empresa debe incrementarse respecto a la media de los 12 meses anteriores, debiéndose mantener este incremento durante un periodo adicional de 24 meses.

La cuantía del incentivo fiscal es el resultado de multiplicar 120.000 euros por el referido incremento calculado con dos decimales.
En caso de incumplimiento de los requisitos, el contribuyente deberá ingresar la cuota que le hubiera correspondido ingresar sin la aplicación del incentivo, junto con los intereses de demora correspondientes.
Es compatible con el régimen especial de contrato de arrendamiento financiero y amortización acelerada.

### Amortización acelerada
Para la aplicación de este incentivo se exige un único requisito, la afectación a una actividad económica de los elementos nuevos del inmovilizado material, las inversiones inmobiliarias y los elementos del inmovilizado intangible.
En incentivo consiste en la posibilidad de amortizar en función del coeficiente que resulte de multiplicar por 2 el coeficiente de amortización lineal máximo previsto en las tablas de amortización oficialmente aprobadas.
En realidad se trata de un simple diferimiento, pues los ajustes realizados por la aceleración deberán ser revertidos posteriormente.

## Bonificaciones y deducciones en cuota
La cuota íntegra resultante de la aplicación del tipo impositivo a la base imponible puede ser reducida mediante una serie de bonificaciones y deducciones. Estas reducciones corresponden, en gran medida, a herramientas con la que el Estado fomenta la realización de determinados tipos de actividades, por lo que han variado sustancialmente a lo largo de la historia del impuesto. Actualmente, permanecen en vigor las siguientes deducciones y bonificaciones:
- Deducciones para evitar la doble imposición internacional (art. 31)
- Bonificaciones (art. 32)
  - Bonificación por rentas obtenidas en Ceuta y Melilla
  - Bonificaciones por servicios públicos locales
  - Bonificaciones a entidades dedicadas al arrendamiento de viviendas
- Deducciones para incentivar determinadas actividades (art. 35-39)
  - Deducciones por actividades de investigación y desarrollo e innovación tecnológica
  - Deducción por inversiones en producciones cinematográficas, series audiovisuales y espectáculos en vivo de artes escénicas y musicales
  - Deducción por creación de empleo
  - Deducción por creación de empleo para trabajadores con discapacidad
  - Deducción por inversiones realizadas por las autoridades portuarias